# Hooper Bay
Hooper Bay is een plaats (city) in de Amerikaanse staat Alaska, en valt bestuurlijk gezien onder Wade Hampton Census Area.

## Incident bij fluoridering
Hooper Bay kwam in het nieuws nadat in 1992 260 dorpelingen ziek werden en een man overleed door een technisch mankement bij de fluoridering van het drinkwater.

## Demografie
Bij de volkstelling in 2000 werd het aantal inwoners vastgesteld op 1014.
In 2006 is het aantal inwoners door het United States Census Bureau geschat op 1090, een stijging van 76 (7.5%).

## Geografie
Volgens het United States Census Bureau beslaat de plaats een oppervlakte van
22,7 km², waarvan 22,5 km² land en 0,2 km² water.

## Plaatsen in de nabije omgeving
De onderstaande figuur toont nabijgelegen plaatsen in een straal van 104 km rond Hooper Bay.